# Britney 2.0
『Britney 2.0』は、ミュージカル・テレビドラマ『glee/グリー』の出演者によるコンパクト盤である。収録曲は全て番組のシーズン4で、アメリカ人ポップ歌手のブリトニー・スピアーズの2回目となるトリビュート・エピソードでアルバムと同じ原題「Britney 2.0」で放送された曲である。このアルバムはデジタル版のみ発売されている。

## チャート
このアルバムは、ビルボード・トップ・サウンドトラック・アルバムで1位を、Billboard 200で43位を記録した。

## 収録曲
| #  | タイトル                     | 作詞 | 作曲・編曲 | 時間 |
| -- | ---------------------------- | ---- | ---------- | ---- |
| 1. | 「3」                        |      |            | 3:27 |
| 2. | 「Boys / Boyfriend」         |      |            | 2:43 |
| 3. | 「Gimme More」               |      |            | 3:25 |
| 4. | 「Hold It Against Me」       |      |            | 3:38 |
| 5. | 「Womanizer」                |      |            | 3:32 |
| 6. | 「Everytime」                |      |            | 3:41 |
| 7. | 「Oops!... I Did It Again」  |      |            | 2:51 |
| 8. | 「Crazy / U Drive Me Crazy」 |      |            | 2:22 |